# Styloniscus australis
Styloniscus australis är en kräftdjursart som först beskrevs av Dollfus 1890.  Styloniscus australis ingår i släktet Styloniscus och familjen Styloniscidae. Inga underarter finns listade i Catalogue of Life.